# Серапион (Митько)
Игу́мен Серапио́н (в миру А́вгуст Евге́ньевич Митько́; 13 сентября 1971, Тула) — священнослужитель Русской Православной Церкви, игумен. Доктор теологии, доктор богословия, кандидат философских наук.
Заместитель директора Высшей школы юриспруденции и администрирования, профессор, научный руководитель Центра религии и права НИУ ВШЭ. Член Межсоборного присутствия Русской православной церкви. Член комиссии по развитию теологического, религиозного и духовно-нравственного образования Совета по взаимодействию с религиозными объединениями при Президенте Российской Федерации. Член экспертного совета Высшей аттестационной комиссии при Министерстве образования и науки Российской Федерации по теологии.  
Исследователь творчества Льва Карсавина. Известен своими высказываниями, связанными с миссионерской деятельностью и касающимися актуальных вопросов общественно-политической жизни, взаимоотношений веры с наукой, фантастической литературой.
Один из авторов Большой Российской энциклопедии, Педагогической энциклопедии и энциклопедического словаря «Этика».

## Биография
Родился 13 сентября 1971 года в городе Туле. Отец — драматург и сценарист Евгений Митько. Мать - Соловьева Александра Ивановна, заслуженная артистка РСФСР. 
В 1978 году поступил в среднюю школу № 36, которую окончил в 1988 году.
После этого поступил на исторический факультет Тульского государственного педагогического института имени Льва Толстого (ТГПУ), который окончил с отличием в 1993 году (специальность «История», квалификация «Учитель истории и права»), оставшись в нём на кафедре философии: в 1993—1998 годах — ассистент, в 1999—2000-м — старший преподаватель, в 2000—2001-м — доцент. В 2001—2002 годах доцент кафедры теологии и заведующий отделением теологии факультета психологии ТГПУ. В 2002 году — декан факультета искусств и гуманитарных наук ТГПУ.
При этом в 1995—1998 годах обучался в аспирантуре по специальности «этика».
24 декабря 1998 года защитил диссертацию на соискание учёной степени кандидата философских наук по специальности «этика» в Институте философии РАН по теме «Место этики в философии всеединства Л. П. Карсавина».
В 1991—1993 годах нёс послушание иподиакона митрополита Тульского и Белёвского Серапиона (Фадеева).
В 1992—1994 годах преподавал в Тульской православной классической гимназии в должности учителя «Истории государства Российского и Русской церкви».
В 2002—2003 годах — секретарь Ярославской епархии.
23 декабря 2002 года епископом Ярославским и Ростовским Кириллом пострижен в монашество с наречением имени в честь святителя Серапиона, архиепископа Новгородского. 24 декабря рукоположён в сан иеродиакона. 25 декабря рукоположён в сан иеромонаха с возложением набедренника.
С 2003 по 2011 год — председатель миссионерского отдела Ярославской епархии.
С 2003 по 2004 год — настоятель храма Архангела Михаила города Ярославля.
К Пасхе 2004 года награждён наперсным крестом.
С 2004 по 2006 год — заведующий отделением теологии Института педагогики и психологии Ярославского государственного педагогического университета (ЯГПУ).
С 2005 по 2011 год — настоятель Петропавловского храма села Петрово Ярославского района Ярославской области.
С 2006 по 2009 год — первый проректор Ярославской духовной семинарии.
С 2007 года консультант Синодальной рабочей группы по составлению «Концепции межрелигиозных отношений».
Освещение в СМИ получил пожар, случившийся 28 ноября 2008 года, когда дом о. Серапиона сгорел почти полностью.
19 апреля 2009 года возведён в сан игумена.
С 27 июля 2009 года член Межсоборного присутствия Русской православной церкви.
С 30 июля 2011 года по май 2012 года — настоятель собора Рождества Пресвятой Богородицы города Баку.
С 28 декабря 2011 года по май 2012 года — председатель отдела религиозного образования и катехизации Бакинской епархии.
С августа 2012 года — клирик Белгородской митрополии, настоятель храма Святых Царственных Страстотерпцев города Белгорода, проректор по научной работе Белгородской духовной семинарии.
С марта 2014 года по ноябрь 2015 года — заведующий магистратурой Белгородской духовной семинарии.
12 марта 2013 года решением Священного синода Русской православной церкви назначен заместителем председателя Синодального миссионерского отдела.
23 октября 2014 года включен в состав Межсоборного присутствия Русской православной церкви на 2014—2018 годы. 15 октября 2018 года включен в состав Межсоборного присутствия на 2018—2022 годы.
С 2016 по 2021 год Заместитель руководителя Экспертной группы по совершенствованию законодательства в сфере свободы совести и религиозных объединений Экспертного совета Комитета Государственной Думы по развитию гражданского общества, вопросам общественных и религиозных объединений.
С 2019 по 2021 год член Экспертного совета по туризму при Комитете Совета Федерации по социальной политике.
25 декабря 2019 года в актовом зале Общецерковной аспирантуры и докторантуры имени святых равноапостольных Кирилла и Мефодия на заседании объединённого диссертационного совета по теологии Д 999.213.04 защитил диссертацию на тему «Православная миссиология в системе теологического знания» на соискание учёной степени доктора теологии. 15 февраля 2021 года, в праздник Сретения Господа Бога и Спаса нашего Иисуса Христа, патриарх Московский и всея Руси Кирилл совершил Божественную литургию в кафедральном соборном храме Христа Спасителя в Москве. На малом входе патриарх Кирилл удостоил игумена Серапиона права ношения докторского креста.
С 1 сентября 2020 года  профессор Высшей школы юриспруденции и администрирования НИУ ВШЭ.
С 1 октября 2020 года заместитель директора Высшей школы юриспруденции и администрирования НИУ ВШЭ.
29 декабря 2021 года решением Священного Синода Русской православной церкви освобождён от должности заместителя председателя Синодального миссионерского отдела.
С 1 февраля 2022 года научный руководитель Центра религии и права Факультета права НИУ ВШЭ.
C 1 марта по 31 декабря 2022 года профессор Общецерковной аспирантуры и докторантуры имени святых равноапостольных Кирилла и Мефодия.
Приказом министра образования и науки №422 от 29.04.2022 г. включен в состав экспертного совета Высшей аттестационной комиссии при Министерстве образования и науки Российской Федерации по теологии.
Владеет английским, французским и древнееврейским языками.

## Учёные звания и степени
- Кандидат философских наук (Институт философии РАН).
- Доктор теологии (Общецерковная аспирантура и докторантура имени святых равноапостольных Кирилла и Мефодия).

## Награды
- Золотая медаль «За миротворческую и благотворительную деятельность» (2008 год)
- Медаль «1020-летие Крещения Руси» (2008 год)
- Медаль «1000-летие преставления святого равноапостольного князя Владимира» (2015 год)
- Медаль «В память 100-летия восстановления Патриаршества в Русской Православной Церкви» (2017 год)
- Медаль «50 лет автономии Японской Православной Церкви 1970-2020» (2020 год)
- Благодарность Президента Российской Федерации (10 марта 2025 года) — за вклад в обеспечение деятельности Совета по взаимодействию с религиозными объединениями при Президенте Российской Федерации[22]

## Научные труды и публикации
Монография
- Православная миссиология в системе теологического знания. М. : Общество с ограниченной ответственностью "Издательство "Юнити-Дана", 2021.

Энциклопедические статьи
- Вера // Педагогическая энциклопедия. М., 2000.
- Благодать // Этика. Энциклопедический словарь. М.: «Гардарики», 2001. — С. 43-44.
- Вера // Этика. Энциклопедический словарь. М.: «Гардарики», 2001. — С. 65-67.
- Добротолюбие // Этика. Энциклопедический словарь. М.: «Гардарики», 2001. — С. 118—119.
- Клерикализм // Большая Российская энциклопедия.
- Праведность // Этика. Энциклопедический словарь. М.: «Гардарики», 2001. — С. 377—378.
- Предопределение // Этика. Энциклопедический словарь. М.: «Гардарики», 2001. — С. 384—385.
- Спасение // Этика. Энциклопедический словарь. М.: «Гардарики», 2001. — С. 454—456.
- Старчество // Этика. Энциклопедический словарь. М.: «Гардарики», 2001. — С. 470—472.
- Страх (в соавторстве с В. И. Дружининым) // Этика. Энциклопедический словарь. М.: «Гардарики», 2001. — С. 475—476.
- Стыд (в соавторстве с В. ИДружининым) // Этика. Энциклопедический словарь. М.: «Гардарики», 2001. — С. 476—478.

Статьи в журналах ВАК
- История православной миссии и современность // Гуманитарные ведомости ТГПУ им. Л. Н. Толстого. − 2017. — № 4 (24). — С. 52-60. (соавтор: иером. Лев (Скляров))
- Миссионерство и прозелитизм // Научные ведомости Белгородского государственного университета. Серия: Философия. Социология. Право. — 2017. — № 10 (259). — С. 177—184.
- Православная миссия среди коренных малочисленных народов: история и современность // 48 Свет Христов просвещает всех: Альманах Свято-Филаретовского православно- христианского института. — 2017. — Вып. 24. — С. 72-80.
- Этнокультурные стратегии в современной православной миссии // Гуманитарные ведомости ТГПУ им. Л. Н. Толстого. — 2018. — № 1 (25). — С. 101—110. (соавтор: свящ. Д. Яковов)
- Эсхатологическое событие миссии в современной православной миссиологии // Христианское чтение. — 2018. — № 5. — С. 10-15.
- Религиозный туризм и паломничество: миссиологические критерии различения // Гуманитарные ведомости ТГПУ им. Л. Н. Толстого. — 2019. — № 1(29). — С. 30-39.
- Структура современной православной миссиологии и перспективы ее развития // Контекст и рефлексия: философия о мире и человеке. — 2019. — № 1В. — С. 5-14.
- К вопросу об организации миссионерского служения в новообразованной епархии: практический аспект // Вестник Екатеринбургской Духовной Семинарии. — 2019. — № 2 (26) — С. 98-106.
- Миссия и геополитика // Вестник Русской Христианской Гуманитарной Академии. — 2019. — Т. 20. — Вып. 2. — С. 182—190.
- Проблема метода в современной православной миссиологии // Контекст и рефлексия: философия о мире и человеке. — 2019. — № 2А. — С. 5-15.
- Теология и религиоведение: миссионерские перспективы // Научное мнение (Педагогические, психологические и философские науки). — 2019. — № 4. — C. 34-38.
- Исследовательское поле актора миссии // Культура и искусство. — 2019. — № 5. — С. 1-7.
- Понятийный аппарат современной православной миссиологии // Вестник Свято-Филаретовского института. — 2019. — Вып. 30. — С. 224—235.
- Проблема обоснования миссиологии как исследовательская задача // Философия и культура. — 2019. — № 5. — С. 32-38.
- Исследовательское поле адресата миссии // Культура и искусство. — 2019. — № 6. — С. 16—21.
- К вопросу о современной социальной миссии церкви: практический аспект // Социодинамика. — 2019. № 6. — С. 7−12.
- Структура православной миссиологии в образовательной перспективе // Вопросы теологии. — 2020. — № 2. — Т. 2. — С. 204—220.
- Парадоксы равенства религиозных объединений // Закон. 2021. — № 6. — С. 36-43.
- Отразить реальный статус основных конфессий в праве очень сложно // Закон. 2021. — № 6. — С. 15-24.
- Моральные и прикладные теологические вопросы реализации конституционных свобод совести и вероисповедания // Вопросы теологии. — 2021. —  Т. 3. — № 4. — С. 581-587.

Прочие публикации
- Место этики в философии всеединства Л. П. Карсавина: Автореферат диссертации на соискание ученой степени кандидата философских наук. М.: ИФ РАН, 1998.
- Проблема веры в религиозной философии Л. Н. Толстого // XIX Международные Толстовские чтения. — Тула, 1998.
- Место этики в философии всеединства Л. П. Карсавина: Диссертация на соискание ученой степени кандидата философских наук. М.: ИФ РАН, 1998.
- Информационные технологии в обеспечении преподавания философских дисциплин // Тезисы Конференции профессорско-преподавательского состава ТГПУ им. Л. Н. Толстого. Тула, 1999.
- Л.Н. Толстой и Л.П. Карсавин об этическом раскрытии христианства: Доклад на XXII Толстовских чтениях // XXII Международные Толстовские чтения. — Тула, 2001. — С. 74-77.
- Переосмысление работы епархиальных миссионерских отделов: деятельность Синодального миссионерского отдела // Гуманитарное пространство. — 2017. — № 3. — С. 592—596. (соавтор: иером. Лев (Скляров))
- Подвиг святителя Иннокентия, митрополита Московского и Коломенского и задачи современной православной миссии / Серапион (Митько), игум. // Святитель Иннокентий (Вениаминов) — миссионер, исследователь и просветитель: материалы науч.-практич. конф. Иркутск, 2014. — С. 28-32.
- Пролегомены к теоретической миссиологии // Труды Белгородской Духовной Семинарии. — 2014. — № 2. — С. 7-10.
- Теоретические основы миссиологии // Евангелие в контексте современной культуры: материалы II науч.-практич. конф., посвященной 700-летию прп. Сергия Радонежского. Белгород, 2014. — С. 205—208.

Входит в редакционные советы журналов «Труды кафедры богословия Санкт-Петербургской Духовной Академии» и «Гуманитарные ведомости ТГПУ им. Л.Н. Толстого», а также в редакционную коллегию журнала «Вопросы теологии» (включён в перечень рецензируемых научных изданий, в которых должны быть опубликованы основные научные результаты диссертаций на соискание ученой степени кандидата наук, на соискание ученой степени доктора наук). 